# Туровець (Люблінське воєводство)
Туровець (пол. Turowiec) — село в Польщі, у гміні Войславичі Холмського повіту Люблінського воєводства. Населення — 120 осіб (2011).

## Історія
1580 року вперше згадується православна церква в селі.
1832 року в селі зведено греко-католицьку церкву (сьогодні діє як римо-католицький костел). За даними етнографічної експедиції 1869—1870 років під керівництвом Павла Чубинського, у селі здебільшого проживали українськомовні греко-католики, меншою мірою — польськомовні римо-католики. 1872 року місцева греко-католицька парафія налічувала 694 вірян.
У 1921 році село входило до складу гміни Войславичі Холмського повіту Люблінського воєводства Польської Республіки.
У міжвоєнні 1918—1939 роки польська влада в рамках великої акції закриття та руйнування українських храмів на Холмщині і Підляшші перетворила місцеву православну церкву на римо-католицький костел.
У 1975—1998 роках село належало до Холмського воєводства.

## Населення
За офіційним переписом населення Польщі 10 вересня 1921 року в селі налічувалося 38 будинків та 261 мешканець, з них:
- 127 чоловіків та 134 жінки;
- 169 православних, 92 римо-католики;
- 136 українців, 125 поляків.

У 1943 році в селі проживало 295 українців і 157 поляків.
Демографічна структура станом на 31 березня 2011 року:
|          | Загалом | Допрацездатний вік | Працездатний вік | Постпрацездатний вік |
| -------- | ------- | ------------------ | ---------------- | -------------------- |
| Чоловіки | 62      | 13                 | 40               | 9                    |
| Жінки    | 58      | 13                 | 26               | 19                   |
| Разом    | 120     | 26                 | 66               | 28                   |

## Особистості

### Народилися
- Євген Баран (1932—2003) — український лікар і вчений.